# Macchina agricola semovente
Per macchina agricola semovente si intende un veicolo agricolo dotato di motore e quindi non ha bisogno di essere trainato da altri veicoli; può invece trainare macchine agricole non semoventi, cioè i rimorchi agricoli.

## Patente di guida italiana richiesta
In Italia per guidare una macchina agricola sono richieste le seguenti categorie di patenti di guida:
- macchine agricole non eccezionali, cioè che non superino i limiti di massa a pieno carico e di sagoma tipica dei motoveicoli: patente di categoria A ovvero di categoria B (o superiore);
- macchine agricole eccezionali, cioè che superino i limiti di massa a pieno carico e di sagoma tipica dei motoveicoli: patente di categoria B (o superiore), la quale consente anche il traino del relativo rimorchio; le macchine agricole eccezionali possono circolare sulla strada pubblica solo previa autorizzazione.

Il patentino agricolo non è una patente di guida, ma un'autorizzazione richiesta unicamente a coloro i quali guidino le macchine agricole per lavoro.

## Tipi di macchine agricole semoventi
- Trattore agricolo
- Mietitrebbiatrice
- Motofalciatrice